# Orthosie (vệ tinh)
Orthosie /ɔːrˈθoʊziː/, còn được biết là Jupiter XXXV, là một vệ tinh tự nhiên bên ngoài của Sao Mộc. Nó được phát hiện bởi một nhóm các nhà thiên văn học từ Đại học Hawaii do Scott S. Sheppard dẫn đầu vào năm 2001, và được tên chỉ định tạm thời S/2001 J 9.
Orthosie có đường kính khoảng 2 km và quay quanh Sao Mộc với khoảng cách trung bình là 21.075.662 km trong 625,07 ngày, ở độ nghiêng 146,46° so với mặt phẳng hoàng đạo (143° so với xích đạo của Sao Mộc), theo hướng nghịch dòng và có độ lệch tâm 0,3376.
Nó được đặt tên vào tháng 8 năm 2003 theo Orthosie, nữ thần thịnh vượng của Hy Lạp và là một trong những Horae. Horae (Hours) là con gái của Zeus và Themis.
Orthosie thuộc nhóm Ananke.